# Rai Vd'A
Rai Vd'A (acronimo per Rai Valle d'Aosta o Rai Vallée d'Aoste) è la struttura della sede regionale Rai della Valle d'Aosta (in francese, Siège régional RAI pour la Vallée d'Aoste) deputata a produrre e trasmette programmi radiotelevisivi in lingua italiana e francese sul territorio della Valle d'Aosta. Sono presenti anche trasmissioni in patois valdostano.

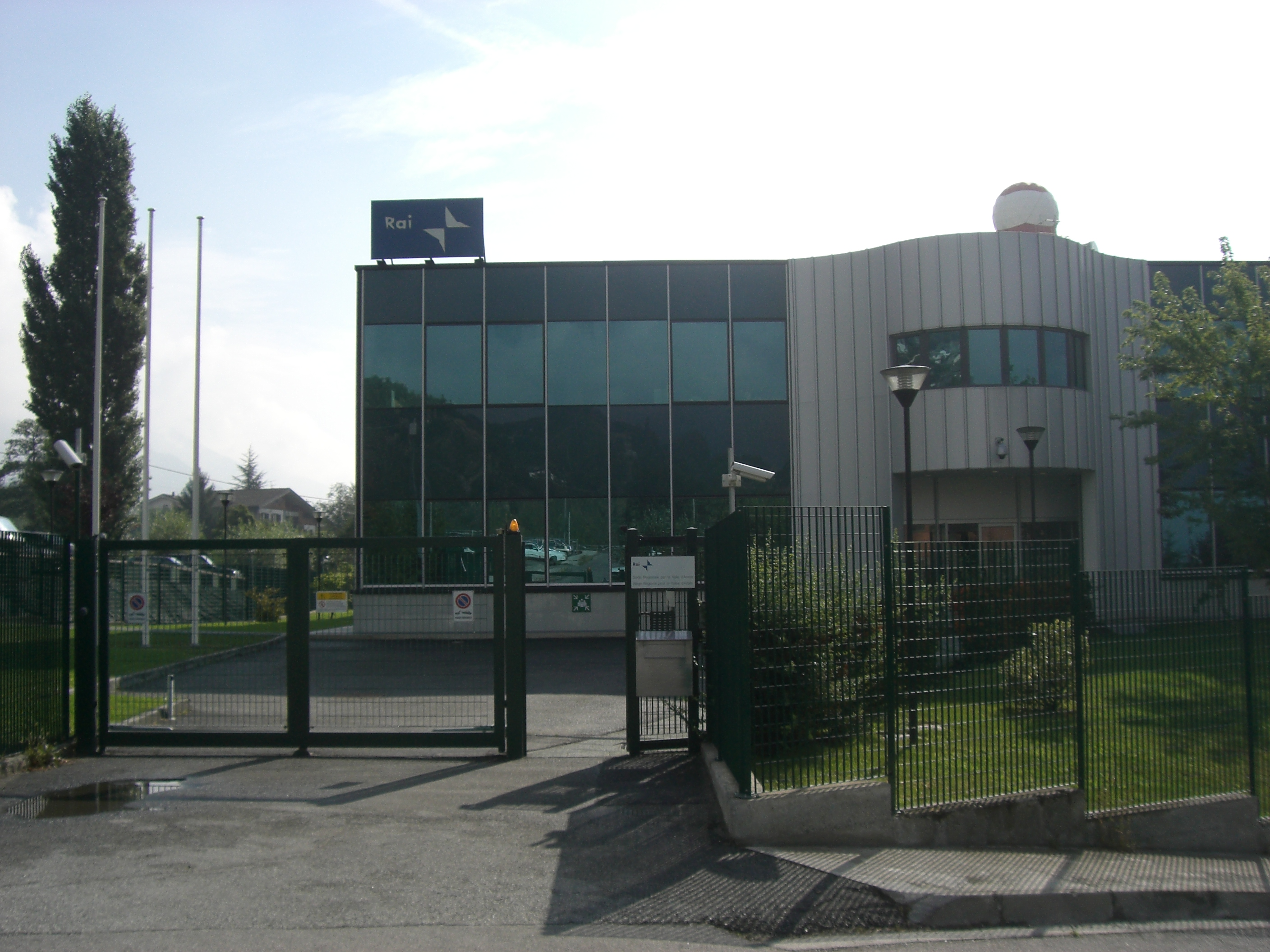
La sede di RAI Vd'A, alla Grande-Charrière (Saint-Christophe).

## Lingue
La gestione e la programmazione è eseguita dalla sede della Rai Regionale di Saint-Christophe (loc. Grande-Charrière). La Rai si è impegnata nel contratto di servizio a realizzare trasmissioni radio-televisive nelle lingue minoritarie riconosciute dallo stato italiano. Per il francese in Valle d'Aosta, quest'obbligo è adempiuto tramite Rai Vd'A.
La programmazione è in italiano e francese senza sottotitoli, in quanto le due lingue sono entrambe ufficiali e parificate sul territorio regionale.
Per i programmi in patois valdostano, lingua riconosciuta a livello regionale ma non ufficiale, sono sempre presenti i sottotitoli in italiano e/o francese.

## Offerta televisiva
Il programma di Rai Vd'A è di tipo generalista con una forte presenza di documentari e programmi d'informazione focalizzati sulla Valle d'Aosta. Viene trasmesso su Rai 3 solamente in Valle d'Aosta e in streaming dal lunedì al venerdì dalle 20:00 alle 20:25 (al posto di Blob), e la domenica dalle 9:45 alle 10:45.
Il canale era anche trasmesso h24 in HD sul RAI Mux 5.
Il palinsesto si articola, su diverse tipologie di programmi in lingua italiana e francese, come serie ad episodi, approfondimenti, documentari sulla vita cultura e tradizioni della Valle d'Aosta e, talvolta, anche delle regioni vicine del Canton Vallese (Svizzera) o della regione Alvernia-Rodano-Alpi (Francia).

## Offerta radiofonica
Il programma radiofonico in lingua italiana e francese è più ampio rispetto a quello televisivo: propone infatti su Rai Radio 1 dal lunedì al venerdì due programmi di attualità, dalle 12.35 alle 13:00 e dalle 13.35 alle 14:00; trasmette inoltre il sabato sulla stessa rete, dalle 9:35 alle 10:30 (in collaborazione con Radio Suisse Romande e Radio France), dalle 12:35 alle 13:00 e dalle 13:25 alle 14:00.